# Відрадний парк
Парк «Відра́дний» — міський парк, розташований у Солом'янському районі міста Києва, між вулицями Михайла Донця, Академіка Шалімова та проспектом Любомира Гузара.

## Історія
Сформувався одночасно із забудовою масиву Відрадний. На місці парку знаходились великі фруктові сади, що належали до господарства Центрального комітету Комуністичної партії України, тому в парку й досі є ділянки фруктових дерев. Як парк ця територія сформувалася у 1961–1963 роках. Офіційно парк було відкрито 1971 року під назвою «Жовтневий», сучасна назва — з початку 1990-х. В парку є озеро Відрадне, з якого бере початок один із витоків Либеді. Інше озеро, Красавиця, розташоване на території Мамаєвої слободи.

## Опис парку

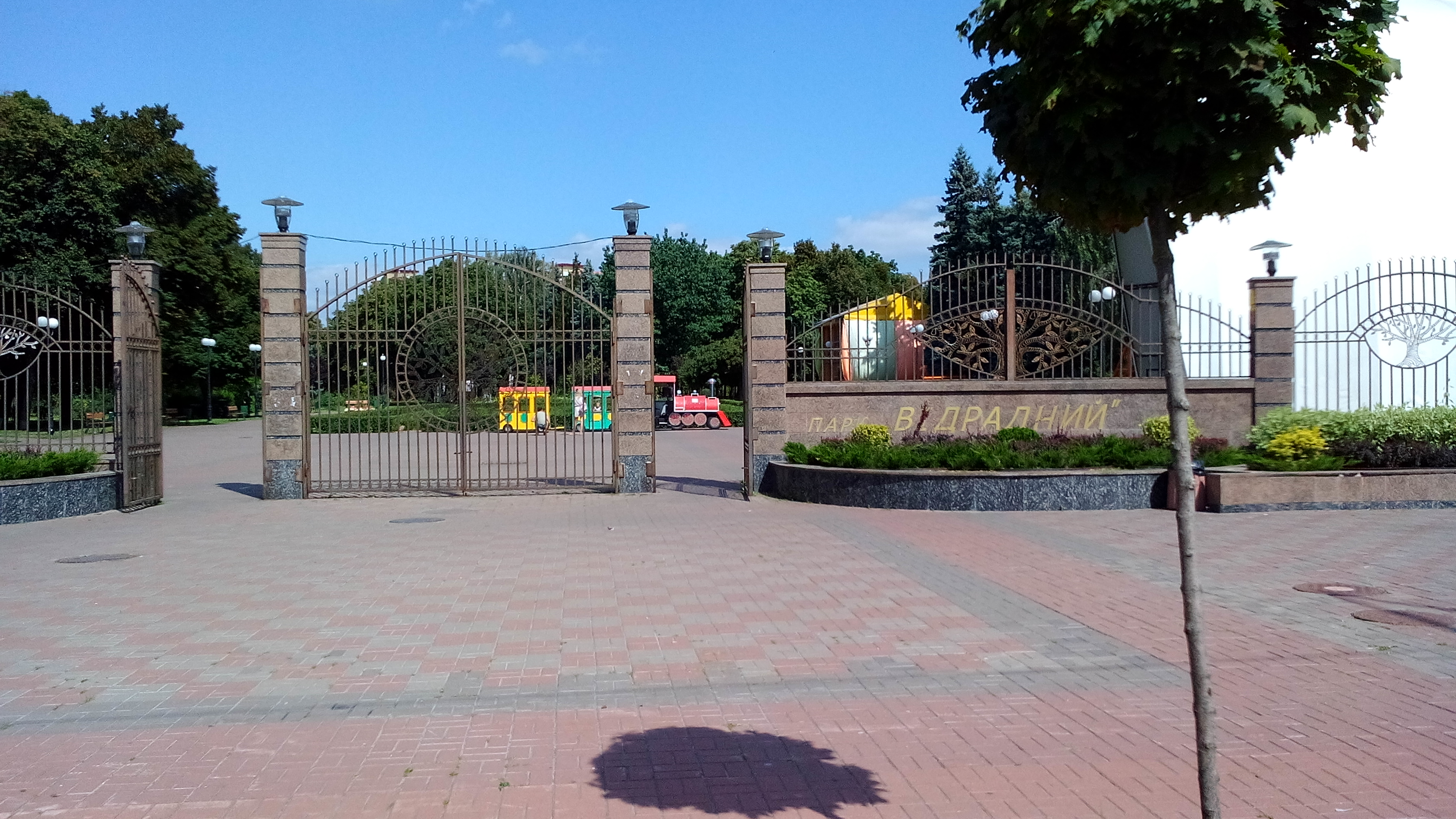
Головний вхід до парку «Відрадний»

Парк розташований всередині житлового масиву.
Має ландшафтний характер.
Для парку характерні декілька вхідних груп — основна з вулиці Академіка Шалімова, другорядні з боку проспекту Любомира Гузара та вулиці Донця.
У центрі парку знаходиться ставок із перекинутим через нього пішохідним містком.
Ставок одночасно є і одним із витоків річки Либідь, про що на його березі свідчить пам'ятний знак.
У північній частині парку є ще один, менший за розміром ставок (на території музею «Мамаєва Слобода»).
У 2006—2008 роках здійснено реконструкцію парку — замінено покриття доріжок, влаштовано дитячі майданчики, реконструйовано зелені насадження.
У парку знаходиться сонячний годинник особливістю якого є відсутність гномону — для того щоб узнати час, потрібно стати у центрі площадки годинника та подивиться, на яку позначку падає тінь від власної фігури. Інший сонячний годинник такого типу у Києві знаходиться на набережній, неподалік Поштової площі.

## Мамаєва слобода
З 1992 року у північній частині парку створюється етнографічний комплекс «Мамаєва слобода», що включає в себе дерев'яну церкву Покрови Пресвятої Богородиці (копія січової) та реконструкцію козацького поселення XVII—XVIII століть.
Діє як приватна структура.

## Рослинність
У парку переважають листяні породи дерев (здебільшого липа, клен, береза). У парку також є насадження фруктових дерев (здебільшого яблуня).

## Галерея

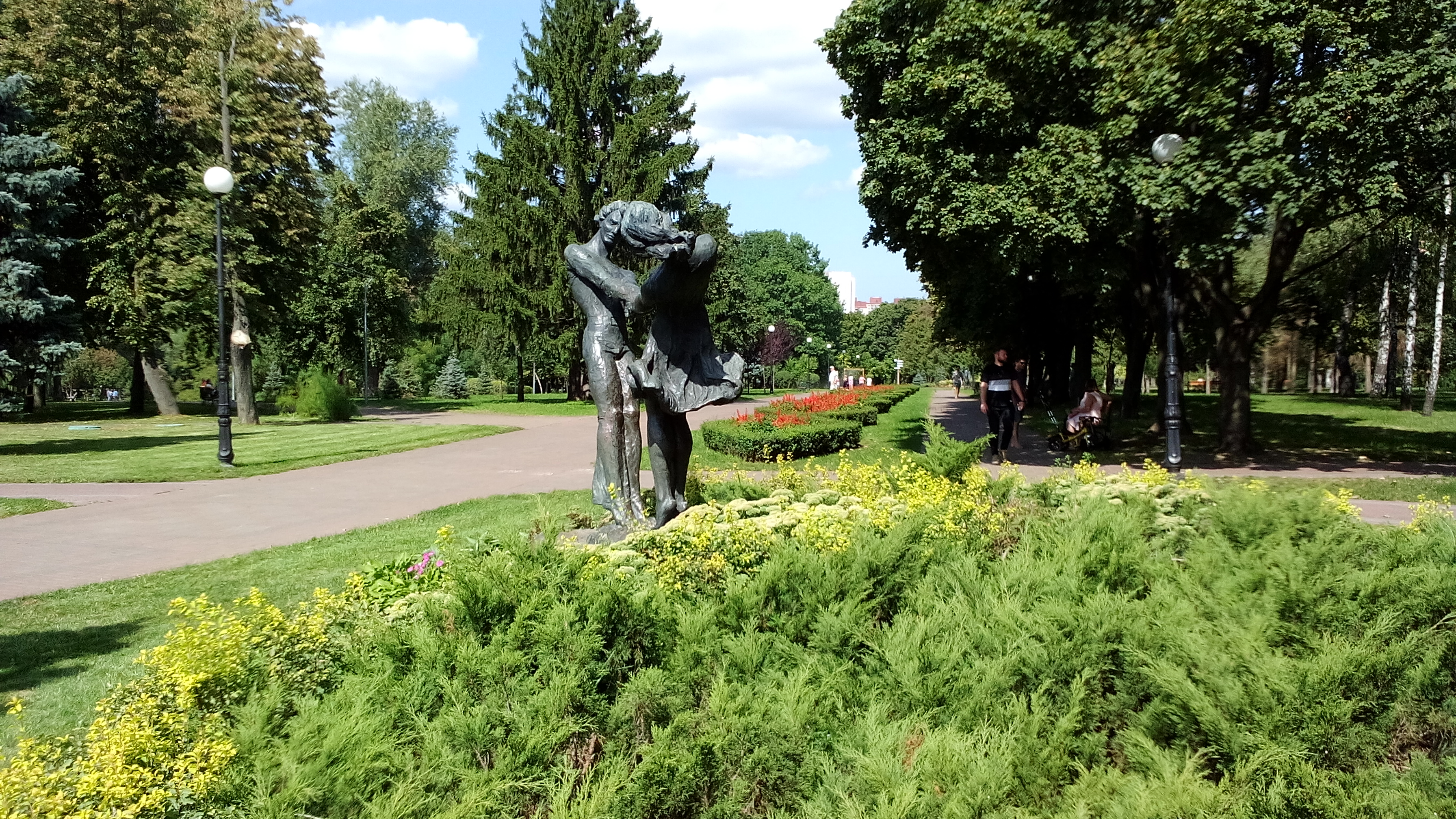
Головна алея парку
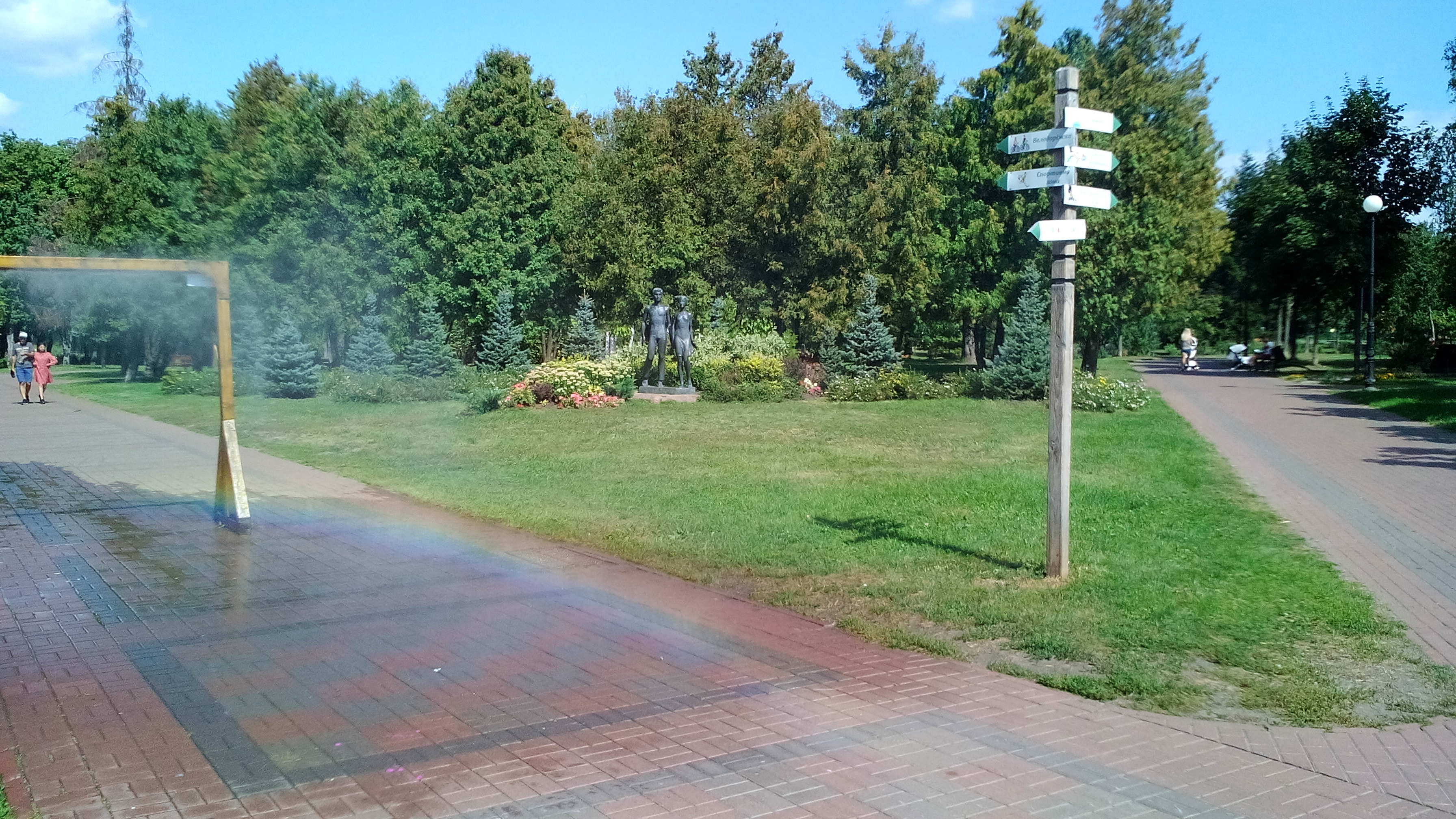
Перехрестя алей у парку
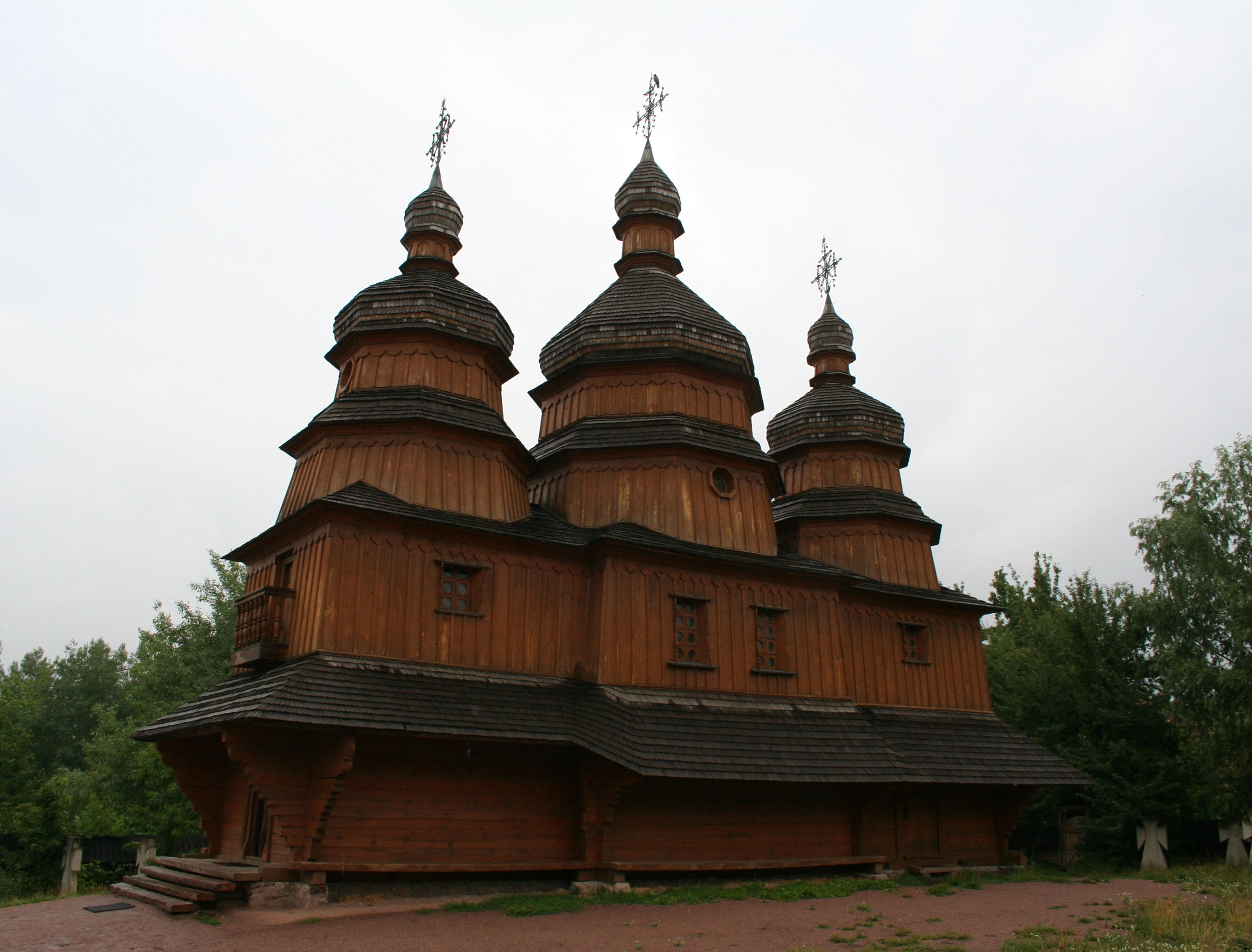
«Мамаева Слобода», козацька церква
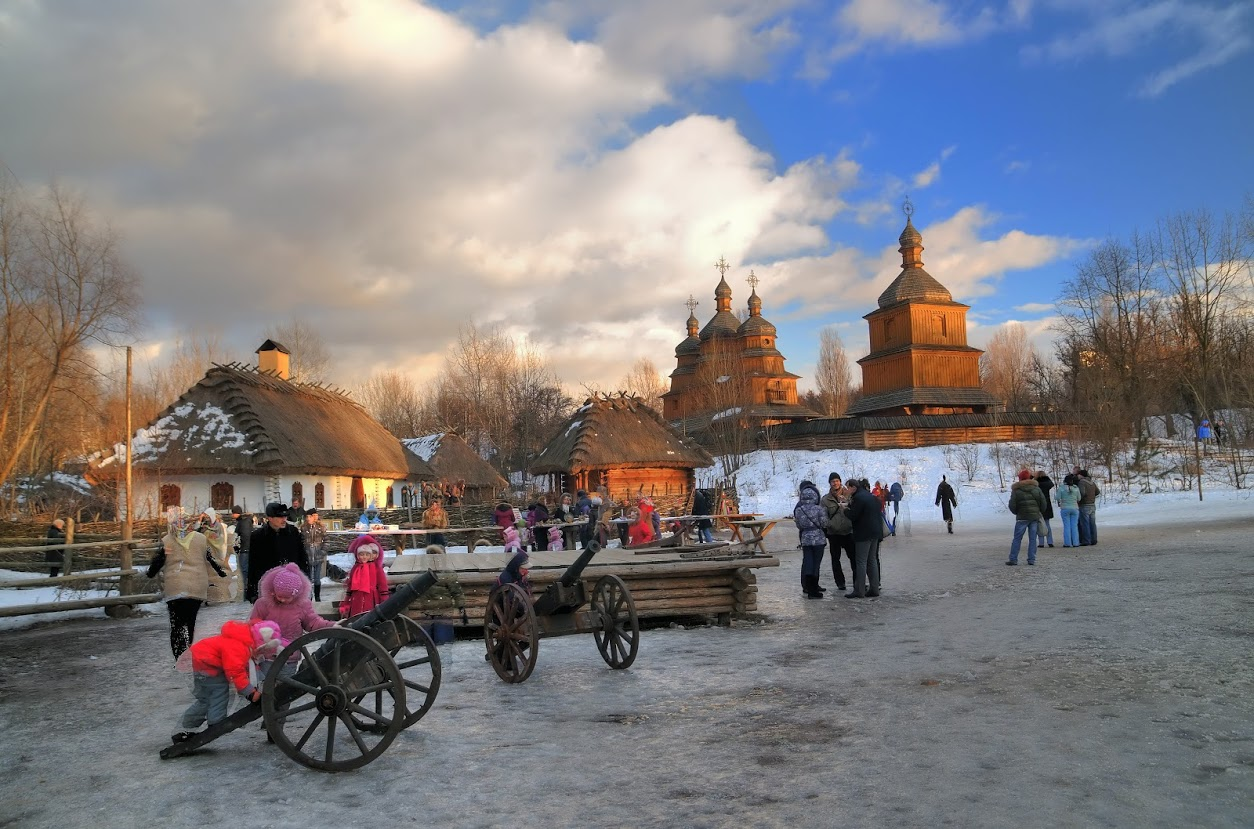
«Мамаєва слобода», етнографічний музей «просто неба»